# Прохладное (Зеленоградский район)
Прохладное — посёлок в Зеленоградском районе Калининградской области. Входит в состав Переславского сельского поселения.

## Население
| 2002 | 2010 |
| ---- | ---- |
| 172  | ↘100 |

## История
Известен с 1310 как Крагау (Kragau). Населенный пункт Крагау в 1946 году был переименован в поселок Прохладное.